# 北京音乐台
北京音乐台是北京人民广播电台的八个专业台之一，又称北京音乐广播，于1993年1月23日创立。收听方式为调频97.4兆赫、有线调频94.6兆赫。是一个以年轻人为主要的服务对象、引导时尚为品牌核心的现代化音乐电台。

## 简介
北京音乐台每年都要转播国内外的重大音乐活动和颁奖礼，如每年2月在美国洛杉矶举行的《格莱美颁奖典礼》、4月在日本举办的《世界地球日音乐会》，还有《萨尔斯堡音乐节》和《布拉格之春音乐节》、《柏林森林音乐会》、丹麦Roskilde音乐节、挪威Quart音乐节等国际知名的音乐盛会。
北京音乐台创立了《北京国际音乐节》，具有一定的国际影响力。
北京音乐台发起全国卫星音乐台协作网，王牌栏目《中国歌曲排行榜》能在全国近22个省市进行卫星直播，听众高达4亿。《中国歌曲排行榜》也在海外进行播出，如美国、澳大利亚、加拿大等地。
北京音乐台与香港電台、上海東方廣播電台、廣東人民廣播電台音樂之聲、POP Radio、新加坡YES 933醉心頻道、馬來西亞988共同主办的《全球华语歌曲排行榜》也是华语乐坛重要的排行榜之一。

## 电台荣誉
北京音乐台自身不断的进步和发展，获得了社会的广泛承认，亦获得了各项大奖。中宣部“五个一工程”奖、中国政府奖、中国优秀广播音乐节目主持人评选金奖、中国广播节目主持人奖、上海国际广播音乐节音乐节目主持人金奖、中国广播电视“金话筒”、“百优”双佳奖、中国广播电台播音学研究委员会优秀主持人作品一等奖、广东国际广播音乐节“最佳节目创意奖”、 北京广播电视十佳主持人奖、北京最佳广播电视系统优秀栏目奖、北京人民广播电台优秀节目创新奖等。

## 电台组成
2002年5月1日，北京音乐台又开通了4个有线音乐频道，分别是：
- 古典音乐频道（有线调频98.6兆赫）
- 欧美流行音乐频道（有线调频97.0兆赫）
- 轻音乐频道（有线调频107.5兆赫）
- 亚洲流行音乐频道（有线调频106.5兆赫）

另外还有一个数字爵士音乐广播和一个数字电视频道，加上原有的主频道，北京音乐台已拥有了丰富的频道资源，能满足北京地区的听众的更大需求。

## 电台栏目
- 《中国歌曲排行榜》
- 《全球华语歌曲排行榜》
- 《欧美歌曲排行榜》
- 《彩铃乐翻天》
- 《唱响奥运》
- 《永恒的魅力》
- 《古典也流行》
- 《午后大道东》
- 《沸腾97度4》
- 《我的音乐生活》
- 《金典风尚》
- 《英伦音乐风》
- 《我为歌狂》
- 《iMix》
- 《我的音乐博客》
- 《在流行》
- 《统一心情世界》
- 《甜蜜对对碰》
- 《男左女右》
- 《零点乐话》

## 电台DJ
伍洲彤、朱云、齐麟、陆凌涛、王东、谷悦、刘菁、腾兵、韩力、晓东、王卓、刘慧、有待、于允、黄凡、白杰、昊洋.夏铭、盛博、朱红、刘啸、麦同学,h